# Isla de Roanoke
La isla de Roanoke (en inglés: Roanoke Island) es una isla del condado de Dare, limítrofe con los Bancos Externos de Carolina del Norte (Estados Unidos). Debe su nombre al histórico pueblo roanoke, un pueblo algonquino que habitaba la zona en el siglo XVI, en el comienzo de la colonización británica de América.
Con unos 13 km de largo y 3,2 km de ancho, la isla se encuentra entre el continente y las islas cercanas a Nags Head. Albemarle Sound está al norte, Roanoke Sound al este, Croatan Sound al oeste y Wanchese en el extremo sur. La ciudad de Manteo está situada al norte de la isla y es la capital del condado de Dare. El Sitio Histórico Nacional de Fort Raleigh, relacionado con la histórica y perdida Colonia de Roanoke, está en el extremo norte de la isla. La isla tiene una superficie de 46,5 km² y una población de 6724 habitantes según el censo de 2000.